# Tim Coventry
Tim Coventry es un deportista británico que compitió en vela en la clase Tornado. Ganó una medalla de oro en el Campeonato Mundial de Tornado de 1971 y dos medallas en el Campeonato Europeo de Tornado, oro en 1972 y bronce en 1973.

## Palmarés internacional
| Campeonato Mundial | Campeonato Mundial       | Campeonato Mundial | Campeonato Mundial |
| Año                | Lugar                    | Medalla            | Clase              |
| ------------------ | ------------------------ | ------------------ | ------------------ |
| 1971               | Weymouth (Reino Unido)   | Medalla de oro     | Tornado            |
| Campeonato Europeo |                          |                    |                    |
| Año                | Lugar                    | Medalla            | Clase              |
| 1972               | Whitstable (Reino Unido) | Medalla de oro     | Tornado            |
| 1973               | Torbole (Italia)         | Medalla de bronce  | Tornado            |